# Чирпан
Чирпан (буг. Чирпан) град је у Републици Бугарској, у средишњем делу земље, седиште истоимене општине Чирпан у оквиру Старозагорске области.

## Географија
Положај: Чирпан се налази у средишњем делу Бугарске. Од престонице Софије град је удаљен 200 km источно, а од обласног средишта, Старе Загоре град је удаљен 40 km југозападно.
Рељеф: Област Чирпана се налази на северном ободу Горњетракијске котлине. Град се сместио на левој обали реке, на око 170 метара надморске висине. Северно од града издиже се Средња гора.
Клима: Клима у Чирпану је измењено континентална клима са утицајем оближњег Егејског мора.
Воде: Кроз Чирпан протиче Текирска река.

## Историја
Област Чирпана је првобитно било насељено Трачанима, а после њих овом облашћу владају стари Рим и Византија. Јужни Словени ово подручеје насељавају у 7. веку. Од 9. века до 1373. године област је била у саставу средњовековне Бугарске.
Крајем 14. века област Чирпана је пала под власт Османлија, који владају облашћу 5 векова.
Године 1885. град је постао део савремене бугарске државе. Насеље постоје убрзо средиште окупљања за села у околини, са више јавних установа и трговиштем.

## Становништво
По проценама из 2007. године Чирпан је имао око 18.000 становника. Огромна већина градског становништва су етнички Бугари. Остатак су махом Турци и Роми. Последњих 20ак година град губи становништво због удаљености од главних токова развоја у земљи.
Претежан вероисповест месног становништва је православље, а мањинска ислам.